# Агенция на Европейския съюз за основните права
Агенцията на Европейския съюз за основните права (на английски: European Union Agency for Fundamental Rights или само Fundamental Rights Agency, съкр. FRA), съкратено АЕСОП, е агенция на Европейския съюз със седалище във Виена.
Учредена е с Регламент (ЕО) № 168/2007 от 15 февруари 2007 г. като наследник на Европейския център за мониторинг на расизма и ксенофобията. Функционира от 1 март 2007 г.